# Neckenmarkt
Neckenmarkt (ungerska: Sopronnyék, kroatiska: Lekindrof) är en ort och kommun i Österrike. Den ligger i distriktet Oberpullendorf i förbundslandet Burgenland, i den östra delen av landet, 70 km söder om huvudstaden Wien. Kommunen gränsar i norr mot Ungern.
Kommunen består av två orter (Ortschaften) (inom parentes invånarantal 1 januari 2024):
- Haschendorf (151)
- Neckenmarkt (1 530)